# قهرمانی گویانو
قهرمانی گویانو یک لیگ ایالتی فوتبال در برزیل در ایالت گوییاس است که توسط فدراسیون فوتبال این ایالت برگزار می‌شود. این لیگ به همراه دیگر لیگ‌های ایالتی فوتبال برزیل، به صورت موازی با لیگ برزیل برگزار می‌شود و تیم‌های برتر این ایالت در هر دو مسابقات ایالتی و کشوری حضور دارند. این لیگ در سال ۱۹۴۴ تاسیس شده است.

## عناوین بر اساس تیم
| رتبه | باشگاه            | قهرمانی |
| ---- | ----------------- | ------- |
| ۱    | گوییاس            | ۲۸      |
| ۲    | اتلتیکو گویانینسه | ۱۸      |
| ۳    | ویلا نووا         | ۱۶      |
| ۴    | گویانیا           | ۱۴      |
| ۵    | سی‌آر‌اِی‌سی          | ۲       |
| ۶    | آناپلیس           | ۱       |
| ۶    | گویاتوبا          | ۱       |
| ۶    | گرمیو آناپلیس     | ۱       |
| ۶    | ایتومبیارا        | ۱       |